# Gerda Lerner
Gerda Lerner (30 de abril de 1920 - 2 de janeiro de 2013) foi uma historiadora, escritora e professora. Ela foi professora emérita de História da Universidade de Wisconsin–Madison e uma acadêmica visitante da Universidade Duke. É autora do roteiro do filme de Carl Lerner, Black Like Me (1966).
Lerner é uma das fundadoras do campo de História Afro-Americana e foi presidente da Organização dos Historiadores Americanos. Lerner  representou um papel chave no desenvolvimento de um currículo de História da Mulher. As pesquisas giram em torno do que é considerado ser o primeiro curso de História da Mulher na New School for Social Research, em 1963. Ela esteve envolvida também no desenvolvimento de programas similares na Universidade de Long Island (1965–1967), no Sarah Lawrence College (1968 a 1979) (onde estabeleceu o primeiro programa de graduação em História da Mulher, no Universidade de Colúmbia (onde também foi co-fundadora do Seminar on Women).

## Biografia
Gerda nasceu Gerda Kronstein em Viena, Áustria, a primeira filha de Ilona e Robert Kronstein, uma abastada família judaica. O pai era farmacêutico e a mãe artista. Por causa da Anschluss, Kronstein juntou-se à resistência antinazista, aonde passou seis semanas, além do aniversário de dezoito anos, presa numa cadeia na Áustria. A família escapou da Áustria e da perseguição nazista; Kronstein, com a ajuda de um jovem amante socialista, Bobby Jensen, emigrou para os Estados Unidos em 1939.
Depois de mudar de profissão várias vezes e de casar depois divorciar-se de Jensen, conheceu e casou-se com Carl Lerner, um jovem diretor de teatro que era associado ao Partido Comunista dos Estados Unidos da América (CPUSA).
Lerner iniciou sua educação superior aos 40, quando os próprios filhos estavam na escola, conquistando títulos na New School for Social Research em 1963 e de Ph.D. na Columbia University (1965 e 1966). A família mudou-se para Los Angeles, onde Carl começou a trabalhar com cinema. Permaneceram juntos até a morte de Carl em 1976.
Lerner continuou no partido comunista, principalmente na era McCarthy, e tornou-se um dos maiores nomes sobre estudos da história da mulher.

### Livros
- No Farewell (1955) an autobiographical novel
- The Grimké Sisters from South Carolina: Rebels against Authority (1967)
- The Woman in American History [ed.] (1971)
- Black Women in White America: A Documentary History (1972)
- The Female Experience: An American Documentary (1976)
- A Death of One's Own (1978/2006)
- The Majority Finds Its Past: Placing Women in History (1979)
- Teaching Women's History (1981)
- Women's Diaries of the Westward Journey (1982)
- The Creation of Patriarchy (1986)
- Why History Matters (1997)
- The Creation of Feminist Consciousness (1993)
- Scholarship in Women's History Rediscovered & New (1994)
- Fireweed: A Political Autobiography (2003)

## Leitura complementar
- American Women Historians, 1700s-1990s: A Biographical Dictionary, Jennifer Scanlon and Shaaron Cosner. Westport, Connecticut, and London: Greenwood Press, 1996. (Pages 144-146.)
- Fifty Jewish Women Who Changed the World, Deborah G. Felder and Diana Rosen. New York: Citadel Press (Kensington Publishing), 2003. (Pages 216-220.)
- Red Feminism: American Communism and the Making of Women's Liberation'1, Kate Weigand. Baltimore and London: Johns Hopkins University Press, 2001. (Multiple references, indexed.)

## Obras

### Musical
- Singing of Women (1951, with Eve Merriam)

### Roteiro
- Prayer Pilgrimage for Freedom (1957)
- Black Like Me (1964)
- Home for Easter (n.d.)